# Aluviální půdy

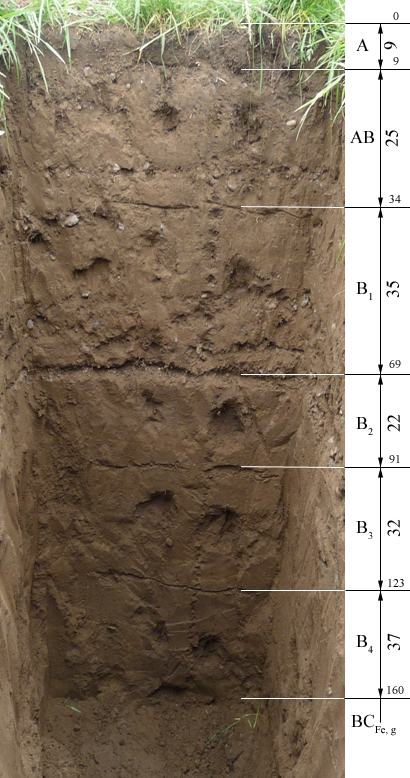
Schéma profilu aluviální drnově glejové půdy; území řeky Tom, v blízkosti obce Kolarovo, Tomská oblast

Aluviální půdy nebo také lužní půdy zahrnují skupinu půd vzniklých v nivách vodních toků z nivních uloženin nanesených při opakovaných záplavách. Vlastnosti aluviální půdy závisí na povaze usazených materiálů a vlivu podzemní vody. Nivy a delty řek patřily tradičně ke stanovištím s vysokou produkční schopností, zejména v subtropech a tropech, navíc zde řeka zajišťuje zdroj vody pro závlahy, takže na ně byla vázána řada starověkých civilizací (Egypt, Mezopotámie ap.). 
V důsledku regulace toků a následného ukončení pravidelných záplav se tyto půdy vyvíjejí směrem k půdám odpovídajícím zonalitě půd. Svým charakterem jsou aluviálním půdám částečně podobné půdy koluviální, které vznikají z materiálu usazeného na úpatí svahů. Aluviální půdy zaujímají asi 3 % souše.

## Rusko
Existují tři skupiny lužních půd:
- aluviální drnové půdy: řečiště vodních toků
- aluviální luční půdy: centrální části toků
- aluviální bahnité půdy

Tato klasifikace byla vytvořena akademikem Glebem Dobrovolským na základě procesů pedogeneze v záplavových oblastech.

## Bělorusko
Jsou vyděleny 2 typy aluviálních půdy: aluviálně drnovité a aluviálně rašilité bahnité. V Bělorusku aluviální půdy zaujímají asi 9 % zemědělské půdy. Jsou rozšířeny hlavně v nivách velkých řek (Dněpr, Pripjať, Sož, Berezina, Němen a jejich velkých přítoků). Většina z nich se rozkládá na území Homelské, Brestské a Mohylevské oblasti, nejméně jsou zastoupeny ve Vitebské oblasti.
Většina aluviálních půd má vysokou přirozenou úrodnost a při správném používání plodí vysoké výnosy plodin.